# Небески пол
Небески пол представља пројекцију географског пола на небеску сферу. Пројекција северног географског пола је северни небески пол, а јужног географског пола јужни небески пол. Небеска сфера привидно ротира око осе која спаја северни и јужни небески пол. Положај небеских полова се мења услед прецесије (и, у мањој мери, нутације). Као последица прецесије, небески полови праве кружницу на небу са периодом од око 25.800 година. Тренутно су звезде најближе половима Северњача (на мање од 1° од северног небеског пола, најближа ће бити полу око 2100. године — на мање од 0,5°) и сигма Октанта (на око 1° од јужног небеског пола и удаљава се). Северни небески пол има деклинацију δ = +90°, а јужни δ = -90°.
- Положај северног небеског пола
- Положај јужног небеског пола
- Пројекција преспецијалне стазе Северног пола на фиксном небу Епоха Ј2000.0 за временски интервал од 48000 пре заједничке ере до 52000 уобичајене ере.[2]
- Прецесија јужног небеског пола
- Ротација звезда око северног небеског пола (скоро непокретна звезда у средишту слике је Северњача)
- Ротација звезда око јужног небеског пола